# Jan Cornelis Bellis

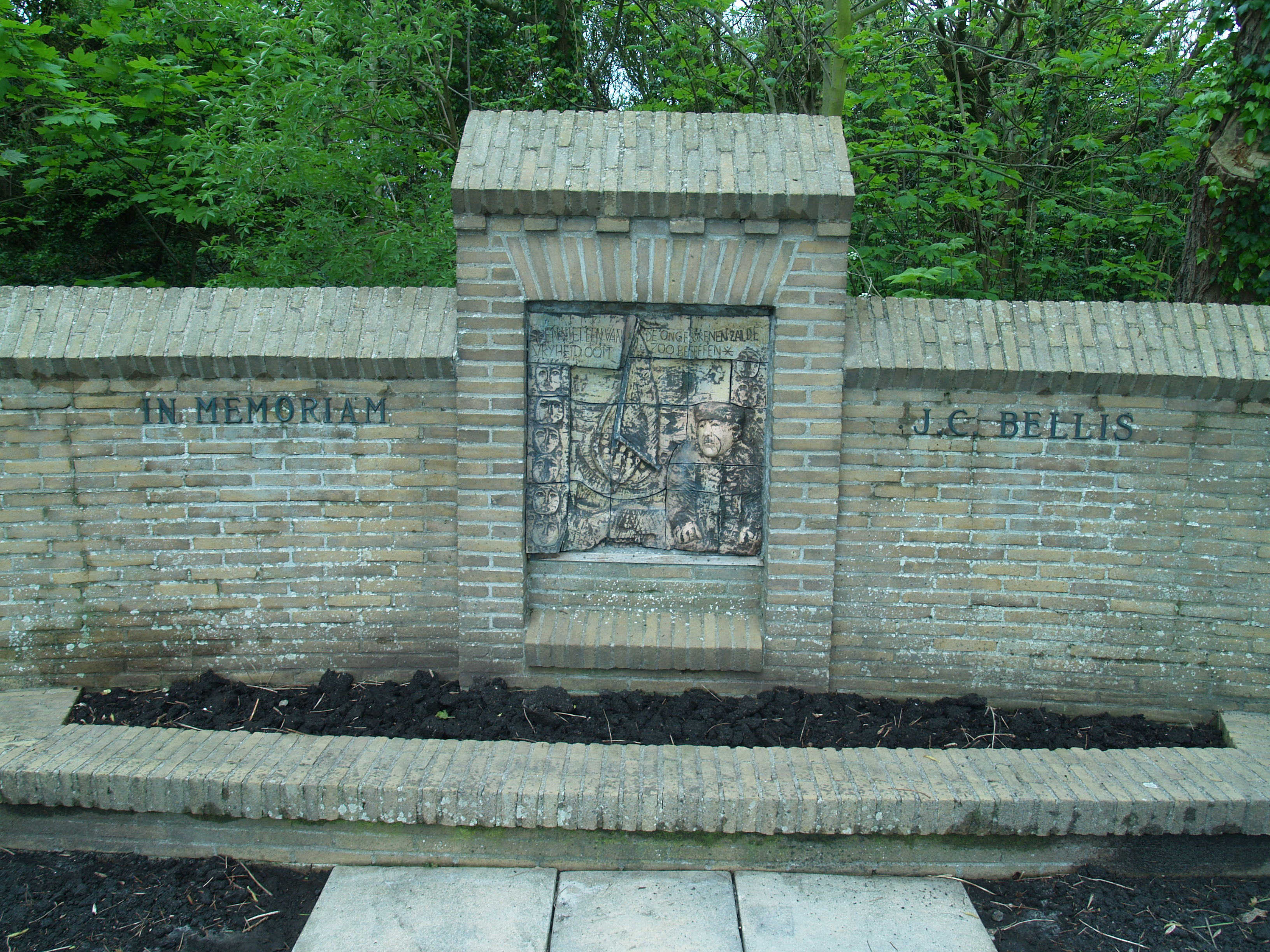
Verzetsmuur Petten, J.C. Bellis

Jan Cornelis Bellis (Zijpe, 9 februari 1877 – Buchenwald, 12 december 1942) was een Nederlandse socialist en oprichter van de plaatselijke afdeling van de Centrale Bond van Bouwvakarbeiders. Voor de SDAP was hij 11 jaar gemeenteraadslid. Hij zat in het Nederlands verzet in de Tweede Wereldoorlog en hielp in 1941 Engelandvaarders om vanaf de Hondsbossche Zeewering te ontsnappen.

## Levensloop
Hij was in 1900 getrouwd met Grietje Burger. Het echtpaar had zeven kinderen, onder wie twee zonen, Arie en Jan Jr. (1916-2011). Bellis was van beroep dijkbaas. Hij had ook enige tijd lang een café.

### Ontsnappingslijn
Jan en Grietje Bellis hadden samen met hun zoon Arie en Jans broer Gerrit een eigen ontsnappingslijn bedacht. Deze werd zeven maanden gebruikt. Als dijkbaas kende Jan het halve dorp, veel mannen hielpen mee de zeewering te verstevigen en te onderhouden.
De ontsnappingslijn ontstond door een toeval. Een meneer de Graaf uit Zunderdorp vroeg hem informatie over het weer en de zee. Wanneer zou het goed weer zijn om naar Engeland te gaan, wanneer zou het hoog en dood tij zijn? Hij gaf de man de gevraagde informatie, hielp hem aan een kar om zijn bootje te vervoeren en zorgde dat de rails naar en op de dijk, die voor vervoer van materiaal werd gebruikt, zandvrij was. Ook werd goed bekeken hoe het schema van de Duitse wachtposten was. Er was een veilige periode van ongeveer een uur.
Arie Bellis had een paard waarmee de lorrie voortgetrokken werd. Vader Jan bleef thuis en organiseerde vooral. Het sjouwen liet hij aan de jeugd over.

### Arrestatie
Er kwam een abrupt einde aan de ontsnappingen in augustus 1941. Een stel studenten waren bezig een zeilboot op de lorrie te laden maar zij waren daarbij zo luidruchtig dat de Duitsers hen hoorden. De meesten ontsnapten naar het Noord-Hollands Kanaal. Een ander groepje, dat net bezig was een kleiner bootje over de dijk te brengen, werd echter wel opgepakt. Niet veel later werden Jan en Gerrit Bellis door de lokale politie gearresteerd. Gerrit werd na een week weer vrijgelaten. Jan werd op 17 december 1941 naar Amsterdam gebracht waar hij tot oktober 1942 bleef. Daarna ging hij een maand naar Kamp Amersfoort en op 12 december dat jaar overleed hij in Buchenwald.

## Onderscheidingen
Zijn naam staat vermeld op de Erelijst van Gevallenen 1940-1945.
Op 4 mei 1951 werd een monument ter nagedachtenis aan hem onthuld. Het monument werd ontworpen door ir J A van der Steur en bevatte een reliëf van Piet Wiegman. Door wind en weer werd dat zwaar aangetast en in 1982 werd het vervangen door een reliëf van Lies Cosijn. Het oorspronkelijke reliëf is nu in de Hervormde Kerk in Petten te zien. Op het monument staat de tekst: * en niet een van de ongeborenen zal de vryheid ooit zoo beseffen *.
In Petten is de J.C. Bellisstraat naar hem vernoemd.